# Nobel (wieś)
Nobel (ukr. Нобель) – wieś na Ukrainie, w obwodzie rówieńskim, w rejonie waraskim, w hromadzie Łoknica. Leży w odległości ok. 8 km od granicy państwowej ukraińsko-białoruskiej, na wąskim półwyspie wcinającym się od północy w jezioro Nobel.